# Cleithracara maronii
Cleithracara maronii Steindachner, 1881 è un pesce di acqua dolce appartenente alla famiglia Cichlidae ed alla sottofamiglia Cichlasomatinae. È l'unica specie appartenente al genere Cleithracara.

## Distribuzione e habitat
Proviene dalla Guyana, dal Venezuela e dal Suriname, in Sud America, dove vive nelle acque lente, torbide e molto ricche di vegetazione acquatica del Delta dell'Orinoco ed in altri fiumi costieri.

## Descrizione
Presenta un corpo alto, compresso lateralmente ma non molto allungato. Il dimorfismo sessuale non è molto marcato, ed il maschio si riconosce per le dimensioni maggiori. La livrea non è molto sgargiante: il colore di base è giallastro o marrone, ma il ventre più chiaro, e sotto la pinna dorsale è presente una macchia nera più o meno ampia, che in alcuni esemplari è così ampia da diventare una fascia. Una linea di quel colore c'è anche sulla testa, ed attraversa gli occhi rossi. La pinna anale e la pinna caudale sono alte ed allungate, la pinna caudale e le pinne pettorali sono ampie. Di solito non supera i 7 cm.

## Biologia

### Comportamento
Ha un temperamento abbastanza pacifico per essere un ciclide. Quando spaventato, è capace di cambiare abbastanza velocemente il colore per mimetizzarsi con l'ambiente circostante.

### Alimentazione
La sua dieta comprende invertebrati acquatici come insetti e le loro larve, vermi e crostacei.

### Riproduzione
È una specie ovipara che può deporre fino a 400 uova, di solito su una pietra piatta; la fecondazione è esterna. I genitori sorvegliano uova, avannotti ed il territorio attorno anche per diversi mesi.

## Acquariofilia
Essendo un pesce tranquillo e non aggressivo, a volte timido, viene tenuto spesso negli acquari e non è molto raro nel commercio di pesci.